# Ona (Florida)
Ona ist  ein census-designated place (CDP) im Hardee County im US-Bundesstaat Florida. Das U.S. Census Bureau hat bei der Volkszählung 2020 eine Einwohnerzahl von 199 ermittelt.

## Geographie
Ona liegt rund 10 km südwestlich von Wauchula sowie etwa 90 km südöstlich von Tampa. Der CDP wird von der Florida State Road 64 durchquert.

## Demographische Daten
Laut der Volkszählung 2010 verteilten sich die damaligen 314 Einwohner auf 67 Haushalte. Die Bevölkerungsdichte lag bei 4,5 Einw./km². 61,8 % der Bevölkerung bezeichneten sich als Weiße und 14,6 % als Afroamerikaner. 20,4 % gaben die Angehörigkeit zu einer anderen Ethnie und 2,9 % zu mehreren Ethnien an. 36,3 % der Bevölkerung bestand aus Hispanics oder Latinos.
Im Jahr 2010 lebten in 41,0 % aller Haushalte Kinder unter 18 Jahren sowie 22,0 % aller Haushalte Personen mit mindestens 65 Jahren. 68,0 % der Haushalte waren Familienhaushalte (bestehend aus verheirateten Paaren mit oder ohne Nachkommen bzw. einem Elternteil mit Nachkomme). Die durchschnittliche Größe eines Haushalts lag bei 3,07 Personen und die durchschnittliche Familiengröße bei 3,51 Personen.
26,8 % der Bevölkerung waren jünger als 20 Jahre, 25,5 % waren 20 bis 39 Jahre alt, 32,8 % waren 40 bis 59 Jahre alt und 14,8 % waren mindestens 60 Jahre alt. Das mittlere Alter betrug 38 Jahre. 58,0 % der Bevölkerung waren männlich und 42,0 % weiblich.
Das durchschnittliche Jahreseinkommen lag bei 33.750 $, dabei lebten 52,7 % der Bevölkerung unter der Armutsgrenze.